# Coppa Bernocchi 1938
La Coppa Bernocchi 1938, ventesima edizione della corsa, si svolse il 25 settembre 1938 su un percorso di 228 km con partenza e arrivo a Legnano. Riservata a professionisti e indipendenti, fu vinta dall'italiano Cino Cinelli, che terminò la gara in 5h49'00", alla media di 39,320 km/h, precedendo i connazionali Severino Canavesi e Adolfo Leoni; completarono la prova 26 dei 77 ciclisti al via.

## Percorso
Dopo il consueto via da Legnano (sede della società organizzatrice, l'Unione Sportiva Legnanese), il percorso portò i ciclisti fino ad Omegna, in Piemonte, passando per Saronno, Rho, di nuovo Legnano, Gallarate, Sesto Calende, Gattico, Borgomanero, Gozzano e Pettenasco. Dopo Omegna si transitò a Gravellona Toce e quindi per le località sul Lago Maggiore (Baveno, Stresa e Arona) per rientrare in Lombardia a Sesto Calende; da qui si risalì verso Angera e si attraversarono Besozzo, Gemonio, Cittiglio e Rancio per affrontare la salita di Brinzio, superata la quale si rientrò, via Varese e Gallarate, a Legnano.

## Ordine d'arrivo (Top 10)
| Pos. | Corridore         | Squadra | Tempo      |
| ---- | ----------------- | ------- | ---------- |
| 1    | Cino Cinelli      | Frejus  | 5h49'00"   |
| 2    | Severino Canavesi | Gloria  | a 10 metri |
| 3    | Adolfo Leoni      | Bianchi | a 3'00"    |
| 4    | Bernardo Rogora   | Gloria  | s.t.       |
| 5    | Attilio Masarati  | Lygie   | s.t.       |
| 6    | Salvatore Crippa  | Wolsit  | s.t.       |
| 7    | Pietro Rimoldi    | Ganna   | s.t.       |
| 8    | Francesco Albani  | Wolsit  | s.t.       |
| 9    | Enrico Mara       | Bianchi | s.t.       |
| 10   | Cesare Maganzani  | Ganna   | s.t.       |